# Aria (jeu de rôle)
Pour les articles homonymes, voir Aria (homonymie).
Aria est un jeu de rôle et un univers créé par FibreTigre pour son émission d'actual play Game of Rôles.

## Historique
Le premier épisode de la saison 1 de l'actual play Game of Rôles est diffusé le 18 février 2018 sur la chaîne Twitch de la JVTV. FibreTigre anime l'émission et joue le rôle de meneur de jeu, en utilisant un système et un univers qu'il a créé et qu'il nomme Aria.
Le 29 mars 2024, Aria est joué au théâtre de la Concorde à Paris devant cinq cents personnes avec la possibilité pour le public de monter sur scène et de tenir un rôle dans l'aventure,.
À l'automne 2024, l'univers du jeu de rôle est adapté à des nouveaux médias avec la sortie du jeu vidéo Worlds of Aria,, ainsi que l'édition de roman et de bande dessinées.

### Financement participatif
En mars 2020, le jeu est édité par Elder-Craft à la suite d'un financement participatif sur la plateforme Ulule, qui lève 356 231 euros, ce qui en fait un des financements participatifs les plus importants pour un jeu de rôle indépendant français,. Les premiers livres sont disponibles en juin 2021.
En juillet 2024, un deuxième financement participatif a lieu pour éditer trois nouvelles campagnes, le Tribunal des dragons, le Continent du phénix et de la Cité du savoir, qui se déroulent dans des nouvelles contrées du monde d'Aria.

## Système de jeu
Créé initialement pour être diffusé sur la chaîne Twitch de Jeuxvideo.com, le système est pensé pour être facilement compréhensible par des spectateurs non-rôlistes. D'après FibreTigre, le système de pourcentage pour une réussite est familier aux joueurs de jeux vidéo car aussi présent dans des séries de jeux telles que Fallout ou X-COM.
Le système de jeu est fortement inspiré du système Basic Role-Playing, tous les jets se faisant avec un dé à cent faces (d100). Pour réussir une action, il faut lancer un dé et obtenir un résultat inférieur ou égal au score de la compétence, exprimé en pourcentage, concerné par l'action en cours. Les personnages possèdent cinq caractéristiques (force, dextérité, endurance, intelligence, charisme) et des scores de compétences qui en sont déduit,.

### Combat
Pour attaquer, le joueur lance un d100, en défense il peut soit parer, soit esquiver. Le type d'arme utilisé et d'armure de l’adversaire déterminent le nombre de points de vie perdus. Les monstres sont décrits avec trois valeurs : points de vie, attaque et dégâts.

### Magie
Le jeu comporte trois principaux systèmes de magie:
- La magie de l'Académie d'Aria utilise un jeu de 54 cartes à jouer. Un personnage avec une aptitude pour la magie commence avec un nombre prédéfini de cartes à la création du personnage. Pour lancer un sort, il tire une carte au hasard. La couleur et la valeur de la carte déterminent alors respectivement la nature et la force du sort qui peut être lancé : carreau pour manipuler la matière, trèfle pour créer de la matière, pique pour la mort et cœur pour influencer les esprits et les émotions[11].
- L'alchimie de l'académie de Kniga, mélange de science et de magie, permet de fabriquer des potions[11].
- La magie de Varna permet d'utiliser la puissance du volcan Tansanli[11].

## Univers
D'après FibreTigre, dans un souci d'accessibilité, l'univers est simple voir basique. Le monde est séparé en contrées ou royaumes, qui chacun représente un archétype: Aria est un royaume médiéval, l'île d'Esperanza est un repaire secret des pirates, le sultanat d'Aqabah est un pays des mille et une nuit, la cité scientifique de Kniga est une ville steampunk . Ces régions sont disposées sur et autour de la Mer de la Morsure, une transposition de la Mer Méditerranée,.
L'univers du jeu appartient à la low fantasy, le monde est peuplé essentiellement d'humains, avec très peu de peu créatures fantastiques, et où la magie est puissante mais peu utilisée.

## Contenu
Contrairement à d'autres ouvrages de jeu de rôle, la partie règle n'est pas séparée de la partie présentation de l'univers, mais chaque région décrite contient des quêtes et des personnages prés-tirés. L'ouvrage La Guerre des deux royaumes commence par un scénario d'introduction qui explique les règles au fur et à mesure à la manière d'un tutoriel de jeu vidéo. Les règles sont considérées comme simple et adaptées au débutants,.

## Réception
En avril 2024, le jeu de rôle a été vendu à près de 25 000 exemplaires  (16 000 en version physique et 8 400 en numérique).

## Parutions

### Jeu de rôle
Deux versions du kit d'initiation avec deux scénarios originaux
- FibreTigre, Aria Préludes, Elder-Craft, 2021, 96 p. (ISBN 978-2-38024-021-4)

- FibreTigre, Aria Préludes Version Luxe, Elder-craft, 2022, 96 p. (ISBN 978-2-38024-033-7)

Les deux ouvrages suivants contiennent à la fois les règles et des lieux, aventures et personnages pré-tirés pour une compagne complète correspondant au saisons 1 à 3 de Game of Rôles.
- FibreTigre, Aria - La Guerre des deux royaumes, France, Elder-Craft, 2021, 416 p. (ISBN 978-2-38024-009-2)
- FibreTigre, Aria - La Couronne, le sceptre et l'orbe, France, Elder-Craft, 2021, 416 p. (ISBN 978-2-38024-010-8)

### Livre-jeu
Une série de trois livres-jeux, qui utilisent des dés, dont l'action se déroule en Osmanlie, une contrée du monde d'Aria,.
- FibreTigre, Aria Sombres Ressacs, Elder-Craft, 2021, 224 p. (ISBN 978-2-38024-014-6)
- FibreTigre, Aria Terres ardentes, Elder-Craft, 2021, 240 p. (ISBN 978-2-38024-014-6)
- FibreTigre, Aria Radiance céleste, Elder-Craft, 2021, 416 p. (ISBN 978-2-38024-014-6)

### Jeu vidéo
- Ludogram. Les Mondes d'Aria (PC). Ishtar Games. 24 septembre 2024

### Bande dessinée
- William Lafleur, FibreTigre et Dario Tallarico, Chroniques des Mondes d'Aria, Glénat, 2024, 50 p. (ISBN 978-2-344-05999-9)

#### Bande dessinée dont vous êtes le héros
- William Lafleur, FibreTigre et Aurélien Delauzun, La Cité d'Aria - Le Couronnement, Makaka éditions, 2024, 144 p. (ISBN 9782367960173)

### Roman
- Fabien Clavel, Légendes des mondes d'Aria - Tome 1 : le serment des runes, Nathan, 2024, 432 p. (ISBN 978-2095036614)

## Prix et récompenses
Aria Sombres Ressacs obtient le prix du livre-jeu 2021 remis lors de la cérémonie du Graal d'Or du Festival International des Jeux de Cannes en février 2022.